# Machov
Machov település Csehországban, Náchodi járásban. Machov Suchý Důl, Vysoká Srbská, Bezděkov nad Metují, Božanov, Police nad Metují és Kudowa-Zdrój településekkel határos. Lakosainak száma 1057 fő (2024. január 1.).

## Népesség
A település lakosságának változását az alábbi diagram mutatja:
| Lakosok száma | 2480 | 2441 | 1890 | 1489 | 1186 | 1112 | 1087 | 1096 | 1058 | 1057 |
|               | 1869 | 1890 | 1921 | 1950 | 1980 | 2001 | 2017 | 2019 | 2022 | 2024 |